# KUTX
KUTX est une station de radio musicale américaine officiellement basée à Leander, au Texas, et diffusant ses programmes sur Austin et son agglomération sur la fréquence 98,9 FM. Propriété de l'Université du Texas à Austin, affiliée au réseau de radiodiffusion public NPR, KTUX est la station sœur de KUT, cette dernière étant orientée information, débat et culture, tandis que la programmation de KTUX est entièrement consacrée à la musique.

## Historique
Fondée en 1988 sous le nom de KLTD, elle a d'abord été consacrée à la musique pop, puis au hard rock à partir de son renommage en 1993. En 1996, elle est devenue une radio de débats, jusqu'à son rachat en 2000 par Border Media Partners (en), qui en a fait une radio consacrée à la musique régionale mexicaine.
En 2009, elle a été rachetée par Bain Capital, qui en a refait une radio de débats sous le nom de KXBT.
KXBT a été rachetée en 2012 par l'Université du Texas à Austin, qui l'a retransformée en station à dominante musicale.

## Programmation
La station reprend une partie des émissions musicales originellement diffusées sur KUT. Sa programmation est composée d'émissions des réseaux auxquels elle est affiliée, comme Sound Opinions (en) par exemple, et des émissions produit localement. On compte parmi celles-ci :
- Eklektikos, émission historique de KUT (presque 50 ans)[2], animée depuis sa création par l'animateur John Aielli, diffusée en matinée[3].